# کالیماخوس ۱۲۱۵۴
سیارک ۱۲۱۵۴ (به انگلیسی: 12154 Callimachus، نامگذاری:3329T-1)۱۲۱۵۴مین سیارک کشف شده‌است که در ۲۶ مارس ۱۹۷۱ کشف شد.